# Dobraczyn
Dobraczyn (ukr. Добрячин) – wieś na Ukrainie, w rejonie czerwonogrodzkim obwodu lwowskiego. Wieś liczy 815 mieszkańców.

## Historia
W II Rzeczypospolitej do 1934 samodzielna gmina jednostkowa. Następnie należała do zbiorowej wiejskiej gminy Krystynopol w powiecie sokalskim w woj. lwowskim. 
W latach 1943–1944 nacjonaliści ukraińscy z OUN - UPA zamordowali tutaj 30 Polaków i 1 Ukraińca sprzyjającego Polakom, grabiąc i paląc polskie zagrody. Dokonali też na pobliskiej drodze kilkanaście napadów na polskie furmanki, zabijając  podróżujących, w tym o. Stanisława Muchę, bernardyna wracającego z Krystynopola do Sokala.
Po wojnie wieś weszła w skład powiatu hrubieszowskigo w woj. lubelskim. W 1951 roku wieś wraz z całym obszarem gminy Krystynopol została przyłączona do ZSRR w ramach umowy o zamianie granic z 1951 roku.
Przed 1937 w Dobraczynie powstał Dom Czytelni TSL.
W Dobraczynie urodzili się: 
- Dmytro Łewycki (1877-1942) – ukraiński prawnik, doktor prawa, adwokat, działacz polityczny i społeczny (prezes Ukraińskiego Zjednoczenia Narodowo-Demokratycznego (1926-1935), poseł na Sejm RP (1928-1935)).
- Tadeusz Fiszbach (ur. 1935) – polski polityk, dyplomata, nauczyciel akademicki, były I sekretarz KW PZPR w Gdańsku, poseł na Sejm PRL VII, VIII i X kadencji, w latach 1989–1991 wicemarszałek Sejmu kontraktowego (X kadencji).